# Musée civique de Zoologie
Le musée civique de Zoologie (en italien : Museo Civico di Zoologia) fondé en 1932, est un musée d'histoire naturelle à Rome, en Italie, situé Via Ulisse Aldrovandi, 18. Les collections sont le fruit, en partie, d'un accord avec l'ancienne Université royale de Rome - aujourd'hui "La Sapienza" - qui comprenait également les prestigieuses collections du Musée de Zoologie et d'Anatomie comparée de l’Archiginnasio Pontifical Romain, c'est-à-dire le cabinet de zoologie de l'université pontificale dont les collections remontent à 1792, et en partie, de dons effectués après sa création.
Le musée est un institut d'importance nationale par le ministère des universités et de la recherche scientifique. Il comprend des collections d'entomologie, malacologie, ostéologie, ornithologie, herpétologie, ichtyologie et mammalogie. Il dispose d'un patrimoine composé de 5 millions de spécimens conservés, qui va des coquilles de mollusques de quelques millimètres à la baleine de 16 mètres.